# Pirosgyűrűs bülbül
A pirosgyűrűs bülbül (Pycnonotus nigricans) a madarak osztályának verébalakúak (Passeriformes) rendjébe és a bülbülfélék (Pycnonotidae) családjába tartozó faj.

## Rendszerezése
A fajt Louis Pierre Vieillot francia ornitológus írta le 1818-ban, a Turdus nembe Turdus nigricans néven.

## Alfajai
- Pycnonotus nigricans nigricans (Vieillot, 1818)
- Pycnonotus nigricans superior Clancey, 1959[2]

## Előfordulása
Afrika déli részén, Angola, Botswana, a Dél-afrikai Köztársaság, Lesotho, Namíbia, Szváziföld, Zambia és Zimbabwe területén honos.
Természetes élőhelyei a szubtrópusi vagy trópusi szavannák és cserjések, folyók és patakok környékén, valamint vidéki kertek. Állandó, nem vonuló faj.

## Megjelenése
Testhossza 19–21 centiméter, testtömege 21,5–37,5 gramm.
|  |

## Életmódja
Gyümölcsökkel, nektárral és ízeltlábúakkal táplálkozik.

## Természetvédelmi helyzete
Az elterjedési területe rendkívül nagy, egyedszáma pedig növekszik. A Természetvédelmi Világszövetség Vörös listáján nem fenyegetett fajként szerepel.